# 科贾·达武德帕夏
达武德帕夏（土耳其語：Koca Davud Paşa，—1498年10月20日），绰号“科贾” ，奥斯曼帝国阿尔巴尼亚族将领、官员，曾于苏丹巴耶济德二世在位期间的1482年至1497年出任奥斯曼帝国宰相“大维齐尔”。他因娶了一位奥斯曼公主而成为了奥斯曼王朝的驸马（damat，音译为“達馬特”）。

## 早年
达武德帕夏出生于一个阿尔巴尼亚基督家庭，曾是一名基督徒，少年时被奥斯曼政府通过“德夫希尔梅”制度征募到奥斯曼军队之中，并转宗伊斯兰教，称为一名逊尼派穆斯林。

## 军旅生涯
1473年，身为安纳托利亚帕夏辖区贝勒贝伊的达武德帕夏参加了对白羊王朝的战争，并且是取得了决定性胜利的奥特卢克贝利战役的指挥官之一。1478年，穆罕默德二世发起了新一次的克鲁亚包围战，并命令达武德帕夏率军进攻阿尔巴尼亚的斯库台。斯库台是莱什联盟的最后一个据点，达武德帕夏成功占领了该市之后，奥斯曼-阿尔巴尼亚战争就结束了。1479年，他被任命为波西米亚桑贾克的长官“桑贾克贝伊”，并成为强劲的阿肯哲轻骑兵的指挥官，对匈牙利王国进行了大量的进攻和袭扰。
1487年，身为帝国宰相“大维齐尔”的达武德帕夏率领奥斯曼帝国军队发起了奥斯曼-马木留克战争。达武德帕夏原本计划对马木留克王朝发起全面远征，但苏丹巴耶济德二世没同意该计划，而是命达武德帕夏进攻图尔古特卢和瓦尔萨克（Varsak）部落。当达武德帕夏率军到达该地区之后，包括部落酋长在内的瓦尔萨克首领们选择了投降，并向奥斯曼帝国效忠。
1498年10月20日，达武德帕夏在季季莫蒂霍去世。

## 公共设施
达武德建造的公共设施主要被发现于现在伊斯坦布尔的阿卡狄奧斯广场一带，他在这一区域建造了一座由108个商店环绕的清真寺，一所宗教学校，一家救济院，一家救济贫民的施舍处和一个公众喷泉。法蒂赫区的一个社区因此而被用他的名字命名为了“达武德帕夏”（Davutpaşa）社区。在耶尼卡皮社区，他建造了一座宫殿，一座栈桥，十一家商铺和一家公共浴场。他的其他公共设施还包括在比托拉的一座贝德斯坦和在斯科普里与布尔萨的商铺。在现在的斯科普里，达武德帕夏的浴池依然是巴尔干半岛最大的浴池，而且它们被用作了艺术画廊。